# Bimir-ui mun
Bimir-ui mun (비밀의 문?, lett. La porta segreta; titolo internazionale Secret Door) è una serie televisiva sudcoreana trasmessa su SBS dal 22 settembre al 9 dicembre 2014.

## Trama
La serie segue il rapporto conflittuale, e infine tragico, tra re Yeongjo e suo figlio Lee Sun. Yeongjo vuole rafforzare il potere reale, ma l'idealista Sun sogna l'uguaglianza e una società libera dalle classi sociali.

## Personaggi
- Re Yeongjo, interpretato da Han Suk-kyu
- Lee Sun/Principe ereditario Sado, interpretato da Lee Je-hoon
- Seo Ji-dam/Park Bingae, interpretata da Kim Yoo-jung (episodi 1-13) e Yoon So-hee (episodi 14-24)
- Dama Hyegyeong, interpretata da Park Eun-bin
- Na Chul-joo, interpretato da Kim Min-jong
- Chae Je-gong, interpretato da Choi Won-young
- Kim Taek, interpretato da Kim Chang-wan
- Park Mun-su, interpretato da Lee Won-jong
- Min Woo-sub, interpretato da Kang Seo-joon
- Shin Heung-bok, interpretato da Seo Jun-young
- Heo Jung-woon, interpretato da Choi Jae-hwan
- Hong Bong-han, interpretato da Kim Myung-gook
- Hong Gye-hui, interpretato da Jang Hyun-sung
- Kim Sang-ro, interpretato da Kim Ha-kyun
- Min Baek-sang, interpretato da Uhm Hyo-sup
- Byun Jong-in, interpretato da Jung Moon-sung
- Lee Jong-sung, interpretato da Jeon Guk-hwan
- Jo Jae-ho, interpretato da Kim Seung-wook
- Shin Chi-woon, interpretato da Baek Seung-hyun
- Regina Jeongsun, interpretata da Ha Seung-ri
- Moon Suk-ui, interpretata da Lee Seol
- Kim Sung-ik, interpretato da Son Byung-ho
- Dama di corte Choi, interpretata da Park Hyun-sook
- Eunuco Jang, interpretato da Kim Kang-hyun
- Dama di corte Kim, interpretata da Kim Mi-ran
- Kang Pil-jae, interpretato da Kim Tae-hoon
- Kang Seo-won, interpretato da Lee Won-jae
- Uhm Jae-sun, interpretato da Choi Won-hong
- Woon-shim, interpretata da Park Hyo-joo
- Choon-wol, interpretata da Kim Bo-ryong
- Heuk-pyo, interpretato da Jung Wook
- Jang Sam, interpretato da Yoon Choong
- Lee Sa, interpretato da Ji Sang-hyuk
- Shin Go-eun, interpretata da Park So-eun
- Seo Gyun, interpretato da Kwon Hae-hyo
- Yang Soon-man, interpretato da Jung Gyu-soo
- Dama di corte Min, interpretata da Lee Mi-young
- Madre di Heung-bok, interpretata da Kim Young-sun
- Agente Choi, interpretato da Kim Han-joon
- Pittore Jang, interpretato da Kim Hyun
- Chun Seung-se, interpretato da Yoon Seo-hyun
- Kim Mu, interpretato da Kwak Hee-sung

## Ascolti
| Episodio | Data di trasmissione | Dati TNSM           | Dati TNSM                  | Dati AGB            | Dati AGB                   |
| Episodio | Data di trasmissione | A livello nazionale | Area metropolitana di Seul | A livello nazionale | Area metropolitana di Seul |
| -------- | -------------------- | ------------------- | -------------------------- | ------------------- | -------------------------- |
| 1        | 22 settembre 2014    | 7,9%                | 9,9%                       | 8,8%                | 9,9%                       |
| 2        | 23 settembre 2014    | 9,5%                | 12,7%                      | 9,7%                | 11,0%                      |
| 3        | 29 settembre 2014    | 7,7%                | 9,6%                       | 7,9%                | 9,0%                       |
| 4        | 30 settembre 2014    | 8,9%                | 10,5%                      | 10,0%               | 11,1%                      |
| 5        | 6 ottobre 2014       | 7,0%                | 8,4%                       | 7,5%                | 7,8%                       |
| 6        | 7 ottobre 2014       | 7,0%                | 8,6%                       | 7,0%                | 7,3%                       |
| 7        | 13 ottobre 2014      | 6,1%                | 7,0%                       | 7,0%                | 7,2%                       |
| 8        | 14 ottobre 2014      | 6,9%                | 8,1%                       | 6,4%                | 6,8%                       |
| 9        | 20 ottobre 2014      | 6,0%                | 6,5%                       | 6,0%                | 6,7%                       |
| 10       | 21 ottobre 2014      | 5,9%                | 7,6%                       | 6,0%                | 6,9%                       |
| 11       | 27 ottobre 2014      | 4,2%                | 4,4%                       | 4,0%                | 4,7%                       |
| 12       | 28 ottobre 2014      | 6,2%                | 8,3%                       | 6,3%                | 7,0%                       |
| 13       | 3 novembre 2014      | 5,6%                | 5,7%                       | 5,2%                | 5,9%                       |
| 14       | 4 novembre 2014      | 6,9%                | 8,0%                       | 6,2%                | 7,1%                       |
| 15       | 10 novembre 2014     | 5,4%                | 5,1%                       | 5,3%                | 5,7%                       |
| 16       | 11 novembre 2014     | 5,2%                | 6,2%                       | 5,3%                | 6,1%                       |
| 17       | 17 novembre 2014     | 5,5%                | 6,3%                       | 5,5%                | 5,4%                       |
| 18       | 18 novembre 2014     | 6,3%                | 6,7%                       | 5,6%                | 6,0%                       |
| 19       | 24 novembre 2014     | 5,0%                | 6,0%                       | 5,5%                | 5,9%                       |
| 20       | 25 novembre 2014     | 5,0%                | 5,4%                       | 5,4%                | 5,5%                       |
| 21       | 1 dicembre 2014      | 5,1%                | 6,0%                       | 6,1%                | 6,7%                       |
| 22       | 2 dicembre 2014      | 5,2%                | 6,2%                       | 5,4%                | 5,7%                       |
| 23       | 8 dicembre 2014      | 4,5%                | 5,5%                       | 4,3%                | 4,4%                       |
| 24       | 9 dicembre 2014      | 5,1%                | 5,5%                       | 5,2%                | 5,7%                       |
| Media    | Media                | 6,2%                | 7,3%                       | 6,3%                | 6,9%                       |

## Colonna sonora
1. Secret Door (Original Ver.) – Block.B
2. Erase and Erase (지우고 지우다) – The One
3. Nameless Flower (무명화) – Ye Rin
4. Secret Door (Drama Ver.) – Block.B
5. Erase and Erase (Piano Ver.) (지우고 지우다) – The One
6. Secret Door (Inst.)
7. Erase and Erase (Inst.) (지우고 지우다)
8. Nameless Flower (Inst.) (무명화)
9. Secret Door (비밀의 문)
10. East Palace (동궁전)
11. Lee Sun (이선)
12. 맹의
13. 어정
14. 반차도
15. Year (연)
16. Study (서재)
17. Face Destruction (용모파기)
18. Lady Hyegyeong (혜경궁홍씨)
19. 춘당대
20. Yeongjo (영조)

## Riconoscimenti
| Anno | Premio           | Categoria                                                  | Ricevente                  | Risultato       |
| ---- | ---------------- | ---------------------------------------------------------- | -------------------------- | --------------- |
| 2014 | SBS Drama Awards | Premio alla massima eccellenza, attore in un drama seriale | Lee Je-hoon                | Vincitore/trice |
| 2014 | SBS Drama Awards | Premio alla massima eccellenza, attore in un drama seriale | Han Suk-kyu                | Candidato/a     |
| 2014 | SBS Drama Awards | Premio speciale, attore in un drama seriale                | Choi Won-young             | Candidato/a     |
| 2014 | SBS Drama Awards | Miglior dieci stelle                                       | Lee Je-hoon                | Vincitore/trice |
| 2014 | SBS Drama Awards | Premio nuova stella                                        | Kim Yoo-jung               | Vincitore/trice |
| 2014 | SBS Drama Awards | Premio popolarità in internet                              | Lee Je-hoon                | Candidato/a     |
| 2014 | SBS Drama Awards | Premio miglior coppia                                      | Lee Je-hoon e Park Eun-bin | Candidato/a     |

## Distribuzioni internazionali
| Paese     | Canale/i              | Prima TV                | Titolo adottato                |
| --------- | --------------------- | ----------------------- | ------------------------------ |
| Hong Kong | Entertainment Channel | 26 marzo-8 maggio 2015  | 帝王的秘密 (Segreto imperiale) |
| Macao     | TDM                   | 10 marzo-20 aprile 2017 | 帝王的秘密 (Segreto imperiale) |